# Rinorea rudolphiana
Rinorea rudolphiana är en violväxtart som beskrevs av Taton. Rinorea rudolphiana ingår i släktet Rinorea och familjen violväxter. Inga underarter finns listade i Catalogue of Life.